# Rakova obratnica (roman)
Rakova obratnica je roman Henryja Millera objavljen prvi put 1934. godine. Sastoji se od 25 poglavlja, ima 250-ak stranica, i predstavlja život pukog siromaha koji želi postati poznati pisac. Roman je autobiografski, sadrži mnogo psovki, ali i elemente humora, ironije, filozofije i erotike. Pisan izrazito eksplicitno i uz korištenje velike umjetničke snage, dugo je bio zabranjen u SAD-u zbog ondašnjih rigoroznih pornografskih zakona. Odlikuje ga kratkoća i jasnoća izraza, i zanimljiva radnja. Opisano je niz zanimljivih likova, utemeljenih na stvarnim osobama. Postoje i određeni dijelovi koji su antisemitski, što umanjuje vrijednost djela. Najzanimljiviji likovi su Carl (simbol za Henryjevog prijatelja i sponzora imenom Alfred Perles), Van Norden i Germaine, prostodušna i simpatična prostitutka, posvećeno joj je treće poglavlje knjige, opisana je kao simpatična djevojka, drugačija od ostalih prostitutki tada u Parizu. Prostodušna je i ponosi se svojim poslom. Na samom početku djela Henry piše: „Nemam novaca, prihoda, nada. Ja sam najsretniji čovjek na svijetu".
Časopis Time uključio ga je na listi 100 najboljih engleskih romana od 1923. do 2005. Moderna knjižnica ga je stavila na 50. mjesto na listi 100 najboljih romana 20. stoljeća.

## Radnja
1930.-te. Autor (Henry Miller) u uvodu opisuje kako živi u vili Borghese i kako je njegov prijatelj Boris otkrio da ima uši. Već druge godine živi u Parizu dok njegova supruga Mona živi u SAD-u. Boris je također izrazio mišljenje da je gospodin Wren, inače slikar, dobar pisac, no autoru se njegove rečenice čine neartikuliranima. Boris je potom doveo neku Njemicu Elsu da stanuje s njima i bude služavka, a Henry je spavao s njom kad je ovaj otišao pogledati neku jeftinu sobu. Henry potom razmišlja kako već stotinu godina ili više ovaj svijet umire. U stanu kod Sylvestra i Tanje se osjeća kao da nije poželjan, dok je primijetio da je ovaj fasciniran Moldorfom, čija supruga Fanny je ostala u SAD-u s njihovo dvoje djece, Moe i Murray. U nedjelju je Henry postao gladan, no pošto nije imao novaca ništa si priuštiti nije htio gnjaviti Borisa ili Cronstadtove. Dok je šetao duž bulevara Beaumarchais sreo je po prvi put prostitutku Germaine s kojom je završio u krevetu, opisujući kako je trljala vaginu i "gurnula mu je pred nos". Nju je usporedio s drugom prostitutkom, Claude, koja je imala dušu, savijest i profinjenost - što je loše za takvu vrstu zanata. Prostitutke kolegice čak su zafrkavale Henryja da se zaljubio u Germaine, što je za njih gotovo nezamisliva situacija.
Tu je i Carl, bogati aristokrat koji se stalno žali na Pariz jer u njemu ljudi samo kartaju, vječno pijani Marlowe, urednik književnog časopisa koji se želi vratiti u San Francisco, te Olga koja pravi cipele te tako uzdržava Eugena i njegovu ženu. Henry se potom sjeća kako ne želi natrag u Ameriku da ga "opet zapregnu da radi kao životinja", te je stoga radije siromašan čovjek Europe. Kad sretne Rusa Serga ovaj mu ponudi prebivalište i ručak u zamjenu za lekcije iz engleskog jezika, što ovaj prihvaća, ali postaje revoltiran prljvaim stanom i njegovim psima koji tamo prebivaju. Potom je našao novo prebivalište kod nekog Indijca, Nanantateeja, koji ga je zaposlio kao kuhara i sobara u svojem apartmanu. No i taj mu je ubrzo postao nepodnošljiv, pa se Henry izvukao kada je dobio zadatak odvesti nekog indijskog mladića u javnu kuću - no taj prouzroči pravi metež kada zabunom obavi veilku nuždu u bideu. Nakon toga Henry je svratio k Van Nordenu, kojemu su svi zubi truli i koji mu priča kako više voli djevojke koje se daju nego one koje su neodlučne i oduzimaju mu vrijeme natezanjem i nećkanjem. Kasnije ga je čak zamolio da mu se pomogne riješiti bogate, ali sredovječne Amerikanke Irene, a kasnije je naišao na Bessie koja je također odugovlačila. Kada pogine Peckover, Henry dobiva njegovo mjesto korektora u časopisu te tako dobiva nešto novca za samostalni život. Nadalje opisuje kako je nemoguće hodati od Rue Lafayette do bulevara bez da te ne napadnu razne sponzoruše i prostitutke: "Što se tiče spolne opskrbe, nikada nisam vidio mjesto poput Pariza. Čim ženska izgubi prednji zub, ili oko, ili nogu, odmah se dade na posao. U Americi bi umrla od gladi kad ne bi imala kakve druge privlačnosti osim nakaznosti".
Henry potom iznenada dobiva pismo od Borisa, kojeg nije vidio mjesecima, a u kojem mu piše: "Ono što se među nama dogodilo - u svakom slučaju, bar ono što se mene tiče - jest da si me ti prodrmao, prodrmao si moj život, odnosno, onu točku gdje sam još uvijek živ: moju smrt". Kada se Tanja vratila iz Rusije, zamolila je Henryja da otiđe s njom i Sylvestrom živjeti na Krim. On je odbio, ali je zavukao ruku u njena jedra i gnječio joj sise kod Seine. Kao korektor u rukama je imao neki oglas s ljetovalištem u Dalmaciji zamišljao je o putovanjima iako nije znao gdje se to mjesto nalazi. Kad je dobio poruku da je Mona bolesna i gladuje, pao je u depresiju. Kad je dobio otkaz, iskoristio je ostatak novca da plati svoje stare dugove. Potom je prihvatio grozan posao pisanja teze nekog gluhonijemog psihologa o njezi defektne djece, da bi naišao na slikara i kipara Krugera koji ga je primio u svojem stanu i posuđivao mu novac u zamjenu za razgovor o svojim ezoteričnim idejama. Ipak, iako je Henry bio bolestan, izbacio ga je nakratko iz stana da može predstaviti svoju izložbu. S Collinsom i Filmoreom je posjetio Jimmijev lokal u kojem se održavalo slavlje. Tamo mu je Collins savjetovao da se zbliži s Marcelle, bivšom prostitutkom koja je sada ljubavnica pomorskog kapetana i koja bi ga mogla pozvati da kod nje odsjedne. Kad ju je ljubavnik međutim vidio kako izlazi iz taksija polugola, izmlatio ju je remenom, a njoj se to čak i svidjelo. S obzirom na to da je imao ponešto novaca, Henry je naletio na dvije sponzoruše koje su ga "očerupale": prva je bila neka "Engleskinja" koja se jadala da nema novca i da je sama na svijetu, a druga je bila plavuša koja ga je odvela u stan i spavala s njim za novac, ali samo nakratko jer je potom otišla posjetiti svoju bolesnu majku u prizemlju. Na to je on pobjegao glavom bez obzira. Potom je stanovao kod Fillmorea koji je naletio na pretilu ženu, Mašu, koja ga je počela iskorištavati tvrdeći da je ruska princeza. Fillmore je plaćao sve za nju, ali je htio imati i snošaj s njom, no ona se stalno nećkala te tvrdila da ju prvo treba uzbuditi gledanjem drugih kako to rade, pa su otišli u bordel gdje je ovaj platio jednu crnkinju da bude s njim. Kada je konačno htio biti intiman s Mašom, ona mu je obajvila da ima triper. Henry je otišao u licej kako bi radio kao profesor i predavao studentima, ali mu je i to ubrzo dojadilo. Kad je Maša otišla, Fillmore se našao u kandžama djevojke Ginette koja je počela tvrditi da je trudna s njim, tako da su njeni roditelji prisilili njega da se zaruči s njom i zaposli u njihovom poslu. Očajan, dok je jednom prilikom dobio dopust od pola sata da otiđe do banke, Henry ga je nagovorio da pokupi sav novac i pobjegne natrag u Ameriku.

## Pojmovnik osoba u romanu
- Boris - pravim imenom Michael Fraenkel, američki pisac; objavio knjižnicu "Postanak Rakove obratnice".
- Borowski - pravim imenom Ossip Zadkine, ruski kipar.
- Carl - pravim imenom Alfred Perles, pisac koji je radio u dopisništvu Chicago Herald Tribunea do njegova gašenja 1934.
- Cronstadt - pravim imenom Walter Lowenfels, pjesnik.
- Fillmore - pravim imenom Richard Galen Osborn, odvjetnik.
- Marlowe - pravim imenom Samuel Putnam, urednik književnog časopisa New Review u kojem je objavljivao i Miller.
- Mona - pravim imenom June Mansfield, Millerova druga supruga s kojom je bio u braku od 1924. – 1934.
- Sylvester - pravim imenom Joseph Schrank, dramatičar i scenarist.
- Tanja - pravim imenom Bertha Schrank, Sylvestrova supruga.
- Van Norden - pravim imenom Wambly Bald, pisao kolumnu "Život boema" za Chicago Tribune.

## Adaptacije
Roman je 1970. dobio filmsku adaptaciju koju je režirao Joseph Strick. U njemu su glumili Rip Torn, James T. Callahan i Ellen Burstyn, ali film većinom nije naišao na veće zanimanje publike i kritike.
1990. Philip Kaufman režirao je biografski film "Henri i June" u kojem je obradio bliski odnos Henryja Millera i Anaïs Nin. U velikom dijelu radnje opisuje se kako je Miller pisao svoj prvi roman "Rakova obratnica" te kako je pokušao pronaći izdavača.

## Vanjske poveznice
- Recenzija romana  Arhivirana inačica izvorne stranice od 27. travnja 2009. (Wayback Machine)
- Esej Dana Schneidera o romanu  Arhivirana inačica izvorne stranice od 20. travnja 2009. (Wayback Machine)